# J. R. Bremer
Ernest Bremer jr., genannt J. R. Bremer, (* 19. September 1980 in Cleveland, Ohio) ist ein ehemaliger US-amerikanisch-bosnischer Basketballspieler. Nach dem Studium in seinem Heimatland spielte Bremer zunächst zwei Jahre als Profi in der NBA, bevor er ab 2004 in Europa und dort nach Stationen in Spanien, Italien und Griechenland vor allem fünf Jahre bis 2012 in Russland spielte. Seit 2009 besitzt er die bosnische Staatsbürgerschaft, so dass er für dieses Land in internationalen Spielen antreten kann. Seit 2014 spielt Bremer wieder in Griechenland.

## Karriere

### Vereinigte Staaten (College und NBA, 1998 bis 2004)
Aufgewachsen in seiner Heimatstadt wechselte Bremer 1998 zum Studium an die Franziskaner-Universität Saint Bonaventure in Allegany in New York State an der Grenze zu Pennsylvania, wo er für das Hochschulteam Bonnies in der Atlantic 10 Conference der NCAA spielte. In seinem zweiten Jahr als Sophomore qualifizierten sich die Bonnies für die landesweite Endrunde der NCAA, in der sie in der ersten Runde auf die favorisierten Wildcats der University of Kentucky trafen und erst knapp nach zweimaliger Verlängerung unterlegen waren. In den folgenden beiden Spielzeiten konnten sich die Bonnies nicht mehr für die Endrunde qualifizieren und auch Bremer wurde am Ende seiner vierjährigen Collegkarriere in der NBA-Draft 2002 von keinem Profiklub für die am höchsten dotierte Basketball-Profiliga ausgewählt.
Über Testspiele im Sommer 2002 konnte sich Bremer einen Platz im Kader des NBA-Klubs Boston Celtics erspielen, die ihn auch vor Saisonbeginn nicht wieder entließen. In 41 von 64 Saisonspielen als „Starter“ eingesetzt erzielte Bremer gut 8 Punkte und knapp 3 Assists in gut 23 Minuten pro Spiel und wurde am Ende der Spielzeit 2002/03 in das „All-Rookie-Second-Team“ der zehn besten Profi-Neulinge der NBA berufen. In den Play-offs scheiterten die Celtics erneut an den New Jersey Nets, diesmal jedoch bereits in der zweiten Runde, den Halbfinalserien der Eastern Conference. Im Sommer 2003 wurde Bremer dann mit einem Mitspieler und einem Draft-Pick gegen Jumaine Jones zu den Cavaliers aus seiner Heimatstadt getauscht. Hier kam Bremer von der Bank und erhielt nur halb so viel Spielzeit wie zuvor. Anfang März 2004 wurde er nach nur 31 Einsätzen im Trikot der Cavaliers von diesen entlassen und dann noch einmal zunächst für vier Wochen von Golden State Warriors an der Westküste verpflichtet. Diese verlängerten dann seinen Vertrag bis Saisonende, obwohl er nur in fünf Saisonspielen der Warriors eingesetzt wurde, und boten ihn im Expansion Draft der neuen Franchise Charlotte Bobcats an. Diese nahmen Bremer dann aber letztendlich nicht unter Vertrag, der seine Karriere anschließend in Europa fortsetzte.

### Südeuropäische Ligen (2004 bis 2007)
Für die Spielzeit 2004/05 wechselte Bremer zum spanischen Verein Unicaja aus Málaga in die Liga ACB. Mit dieser Mannschaft gewann er den spanischen Pokalwettbewerb „Copa del Rey“ 2005 gegen den Meister Real Madrid, nachdem er Ende Dezember 2004 bereits als Spieler des Spieltages ausgezeichnet wurde. In den Play-offs um die Meisterschaft scheiterte man jedoch in der Halbfinalserie am Hauptrundenersten TAU Cerámica, denen man auch äußerst knapp im direkten Vergleich den Vortritt in der ersten Gruppenphase der EuroLeague 2004/05 geben musste.
In der Saison 2005/06 spielte Bremer in höchsten italienischen Spielklasse Serie A für Angelico aus Biella unter anderem zusammen mit dem jungen Schweizer Thabo Sefolosha, der damals im Unterschied zu Bremer seine NBA-Karriere noch vor sich hatte. Der Verein aus dem Piemont hatte in der Vorsaison nur knapp den Abstieg vermieden und erreichte mit neuem Namenssponsor nach dem achten Hauptrundenplatz erstmals das Play-off-Viertelfinale um die Meisterschaft, wo man gegen den Hauptrundenersten Climamio Bologna ausschied. Bremer bestritt, behindert durch Verletzungen, nur 23 Saisonspiele.
Anschließend bekam Bremer erst im Januar 2007 einen neuen Vertrag bei PAOK in Thessaloniki in der griechischen A1 Ethniki, als er umgekehrt für einen verletzten Kollegen einsprang. Nach dem Ende dieses befristeten Vertrages wechselte er noch für das Saisonende zum KK Bosna nach Sarajevo. KK Bosna konnte jedoch seine nationale bosnische Meisterschaft gegen den Erzrivalen HKK Široki Brijeg nicht verteidigen und erreichte nur die Vizemeisterschaft.

### Russland (2007 bis 2012)
2007 wechselte Bremer in die russische Superliga. Der Standort seiner ersten russischen Station lag jedoch weit außerhalb Europas, in Wladiwostok an der asiatischen Pazifikküste bei Spartak aus der Region Primorje. Dieser Verein hatte sich im Jahr zuvor mit Derrick Phelps erstmals für die Play-offs um die Meisterschaft qualifiziert. Mit Bremer zusammen konnte man diesen Erfolg wiederholen, schied jedoch in der ersten Runde gegen Serienmeister PBK ZSKA Moskau aus. Anschließend wechselte Bremer 2008 selbst in die Oblast Moskau und spielte in der folgenden Spielzeit für Triumph aus Ljuberzy. Mit diesem Verein erreichte er zwar den fünften Platz nach der Hauptrunde, schied jedoch ebenfalls im Play-off-Viertelfinale aus. Für die darauffolgende Spielzeit wurde der illiquide ZSK WWS Samara durch Krasnye Krylja aus Samara ersetzt. Mit dessen Mannschaft konnte Bremer in der Meisterschaft 2010 nur knapp den Abstieg aus der Superliga vermeiden. Im internationalen Vereinswettbewerb EuroChallenge war man erfolgreicher und erreichte das Finale, das gegen den Final-Four-Gastgeber BG 74 Göttingen verloren ging. In Russland andererseits sorgten Manipulationsvorwürfe für die Trennung von Verband und Vereinen und in der neu geschaffenen Professionalnaja Basketbolnaja Liga als höchster Spielklasse erreichte Krasnye Krylja 2011 einen siebten Platz nach der Hauptrunde, so dass man im Viertelfinale ausgerechnet auf den zweitplatzierten Serienmeister ZSKA traf, dem man folgerichtig unterlag. Für die Spielzeit 2011/12 bekam Bremer dann einen Vertrag beim Ligakonkurrenten aus Nischni Nowgorod, für den jedoch nach nur drei Siegen in 18 Saisonspielen vor den Play-offs die Saison beendet war.

### Zurück nach Italien (seit 2012)
Bremer selbst spielte die Play-offs in der italienischen Serie A, nachdem er bereits Ende Januar 2012 nach Italien zurückgekehrt war. Mit dem unter „EA7 Emporio Armani“ firmierenden Mailänder Verein Olimpia erreichte er die Finalserie um die Meisterschaft, die jedoch gegen den Serienmeister Montepaschi Siena verloren ging. Für die folgende Spielzeit bekam er einen Vertrag bei Fenerbahçe Ülker in Istanbul, die ihn jedoch nur in sechs nationalen Meisterschaftsspielen einsetzten, während er in den Spielen der EuroLeague 2012/13 regelmäßig eingesetzt wurde und dort bei wenigen Spielanteilen sehr schwache Wurfquoten hatte. Für die Gruppenphase der sechzehn besten Mannschaften verzichtete Fenerbahçe Ülker auf die Dienste von Bremer, der daraufhin Mitte Dezember wieder von EA7 aus Mailand unter Vertrag genommen wurde, die ihrerseits diese Gruppenphase verpasst hatten und daraufhin den Vertrag mit Omar Cook aufgelöst hatten. Die Mannschaft schied jedoch in den Play-offs der Meisterschaft bereits in der ersten Runde in sieben Spielen gegen Titelverteidiger Montepaschi Siena aus. Für die Saison 2013/14 wechselte Bremer in die Türkiye Basketbol Ligi zu Royal Halı aus Gaziantep.

### Hellas 2014
Nach der Verletzung von Kostas Charalampidis dem Spielmacher und Anführer von PAOK Saloniki, vermeldete der griechische Basketballverein Anfang Dezember 2014, die erneute Verpflichtung des US-Amerikaners. Der erfahrene Guard sollte das Vakuum füllen das der langzeitverletzte Kapitän hinterlassen hatte.

### Frankreich
Im Jahr 2017 spielte er auch für Limoges CSP.